# ليستر بولز بيرسون
ليستر بولز بيرسون (23 أبريل 1897 - 27 ديسمبر 1972)، كان باحثًا ورجل دولة وجنديًا ورئيسًا للوزراء ودبلوماسيًا كنديًا ، فاز بجائزة نوبل للسلام عام 1957 لتنظيمه قوة الطوارئ التابعة للأمم المتحدة لحل أزمة قناة السويس. كان رئيس وزراء كندا الرابع عشر منذ عام 1963 وحتى عام 1968، مُشكّلًا حكومتين متتاليتين للأقلية الليبرالية بعد انتخابات عامي 1963 و 1965.
خلال فترة حكم بيرسون رئيسًا للوزراء، قدمت حكومات الأقليات الليبرالية رعاية صحية شاملة وبرنامج قرض الطالب الكندي وخطة المعاشات التقاعدية الكندية والوسام الكندي ، وعلم ورقة المايبل، كما وحدت حكومته الليبرالية القوات المسلحة الكندية. عقد بيرسون اجتماع اللجنة الملكية حول ثنائية اللغة وثنائية الثقافة في البلاد، وأبقى كندا خارج المشاركة بحرب فيتنام. في عام 1967، أقرت حكومته مشروع القانون C-168، الذي ألغى فعليًا عقوبة الإعدام في كندا بقصرها على عدد قليل من الجرائم التي يُعاقب عليها بالإعدام والتي لم تُستخدم للبت فيها قط، قبل أن تلغى هي نفسها في عام 1976. بفضل أعماله هذه، بالإضافة لعمله في الأمم المتحدة والدبلوماسية الدولية، والتي تضمنت دوره في إنهاء أزمة قناة السويس، يُعتبر بيرسون عمومًا من بين الكنديين الأكثر نفوذاً في القرن العشرين وصُنّف من بين أعظم رؤساء الوزراء الكنديين على الإطلاق.

## البدايات والعائلة والتعليم
ولد بيرسون في نيوتنبروك في بلدة يورك، أونتاريو (تعتبر اليوم جزءًا من تورنتو)، لوالدته آني سارة (بولز قبل الزواج) وإدوين آرثر بيرسون، الميثودي. كان شقيق فوجان ويتيير بيرسون ومارمادوك بيرسون. نقل والد ليستر بيرسون عائلته الصغيرة شمال تورنتو إلى أورورا، أونتاريو، حيث كان قسيسًا في كنيسة أورورا الميثودية في شارع يونج. نشأ ليستر في أورورا والتحق بالمدرسة العامة في شارع تشيرش هناك. عاشت العائلة عند تقاطع شارعي سبروس وكاثرين. لا يزال المنزل موجودًا ولكنه ملكية خاصة. كان بيرسون عضوًا في فريق أورورا للرجبي.
تخرج بيرسون من معهد هاملتون، أونتاريو، في عام 1913 عن عمر يناهز 16 عامًا. في وقت لاحق من نفس العام، بعدما أمضى ثلاثة أشهر في مزرعة عمه في أستراليا، التحق بكلية فيكتوريا في جامعة تورنتو، حيث تقاسم الغرفة مع شقيقه دوق. انتُخب في وقت لاحق لعضوية «باي غرامار مو» في قسم العلوم الاجتماعية في جامعة تورنتو لأدائه الدراسي المتميز في التاريخ وعلم النفس. تمامًا كما فعل نورثروب فراي وتلميذته الشهيرة مارجريت أتوود، بالإضافة إلى شخصيات بارزة أخرى مثل نورمان جويسون وإي جيه برات، شارك بيرسون في مسرحية «بوب كوميي ريفو». بعد نهاية دراسته في كلية فيكتوريا، تحصل بيرسون على منحة دراسية لإتمام دراسته في كلية سانت جون، أوكسفورد، منذ العام 1921 وحتى العام 1923.

### اهتماماته الرياضية

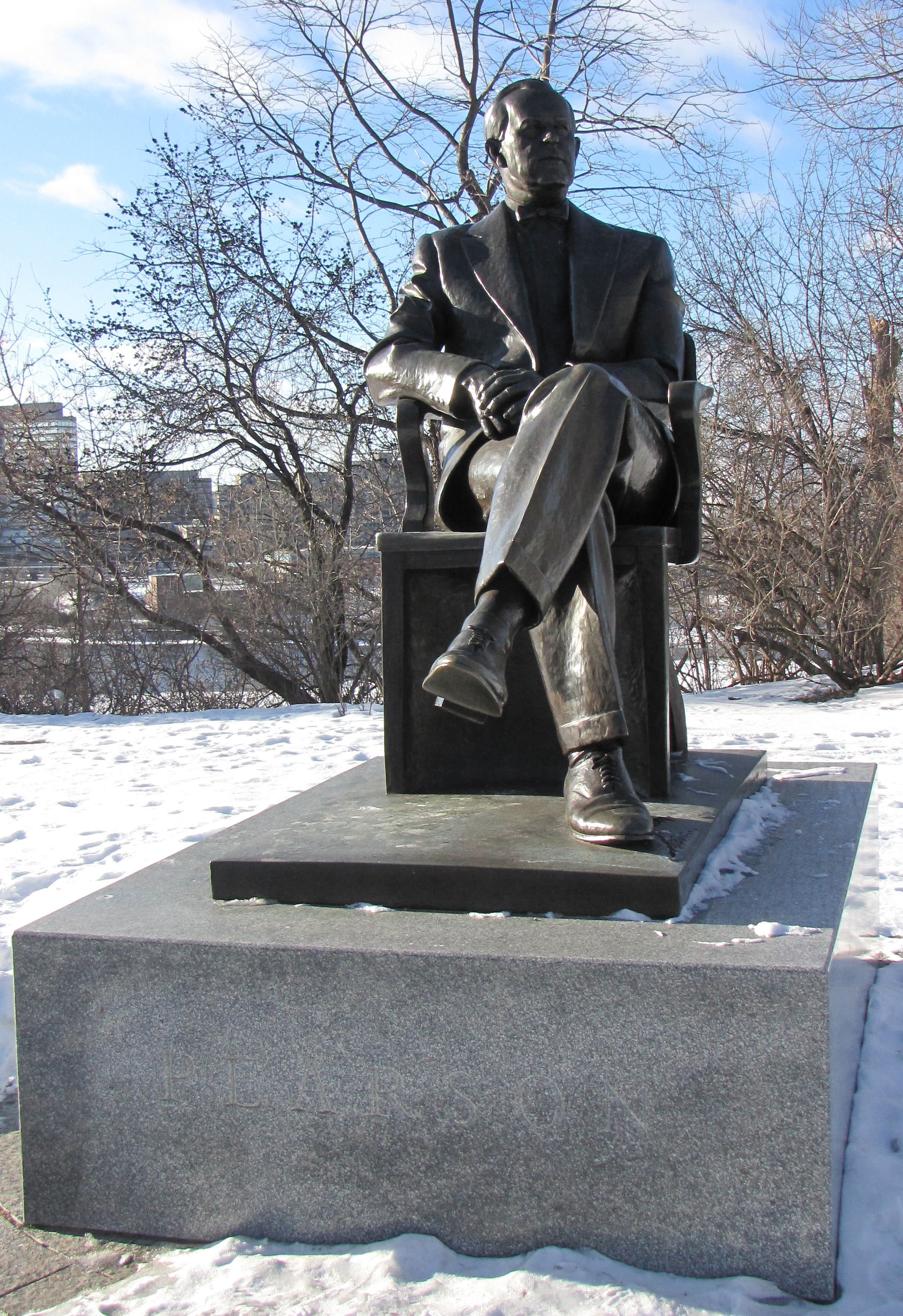
تمثال على أرض البرلمان

أصبح بيرسون رياضيًا مشهورًا في جامعة تورنتو، إذ برع في اتحاد الرجبي كما لعب كرة السلة، ثم لعب لاحقًا لنادي هوكي الجليد بجامعة أوكسفورد أثناء وجوده في منحة دراسية هناك، ليفوز فريقه بأول كأس سبنجلر في عام 1923. هذا وبرع بيرسون في لعبة البيسبول واللاكروس عندما كان شابًا. كانت مواهبه في لعبة البيسبول كلاعب بارزة لدرجة أتاحت له قضاء صيف من اللعب شبه المحترف مع «غيلف مايبل ليفز» من دوري البيسبول في مقاطعة أونتاريو. جال بيرسون في أمريكا الشمالية مع فريق لاكروس التابع جامعتي أكسفورد وكامبريدج في عام 1923. بعد انضمامه إلى قسم التاريخ بجامعة تورنتو مدربًا، ساعد في تدريب فرق كرة القدم والهوكي في جامعة تكساس. لم تنته مواهبه الرياضية هنا، إذ كان بيرسون لاعبًا بارعًا في الغولف والتنس.

## روابط خارجية
- ليستر بولز بيرسون على موقع الموسوعة البريطانية (الإنجليزية)
- ليستر بولز بيرسون على موقع مونزينجر (الألمانية)
- ليستر بولز بيرسون على موقع إن إن دي بي (الإنجليزية)